# Roberto Colombo (Fußballspieler)
Roberto Colombo (* 24. August 1975 in Monza, Italien) ist ein ehemaliger italienischer Fußballspieler.

## Karriere
Colombo entstammt der Jugend des AC Mailand, seit 1994 gehörte er zum Profikader von Milan. Um Erfahrungen und Spielpraxis zu sammeln, wurde er von 1995 bis 1999 an verschiedene unterklassige Vereine verliehen. 2000 verließ er den AC Mailand und schloss sich Calcio Padova an, wo er zum Stammtorwart avancierte. Er absolvierte bis 2005 insgesamt 126 Partien für Padua. Nach einem Jahr als Stammtorhüter bei San Marino Calcio wechselte er zurück nach Italien und wurde zweiter Torwart des FC Bologna. 2010 wechselte er zur US Triestina und gehörte dort wieder zum Stammpersonal. Dennoch verließ er Triest 2011 wieder und schloss sich dem SSC Neapel an, bei dem er als Ersatztorhüter fungierte. Nach zwei weiteren Jahren bei Cagliari Calcio, ebenfalls als Ersatztorhüter, beendete Colombo im Sommer 2017 seine Laufbahn.

## Erfolge
- Coppa-Italia-Sieger: 2011/12, 2013/14